# Сеньків (Тернопільський район)

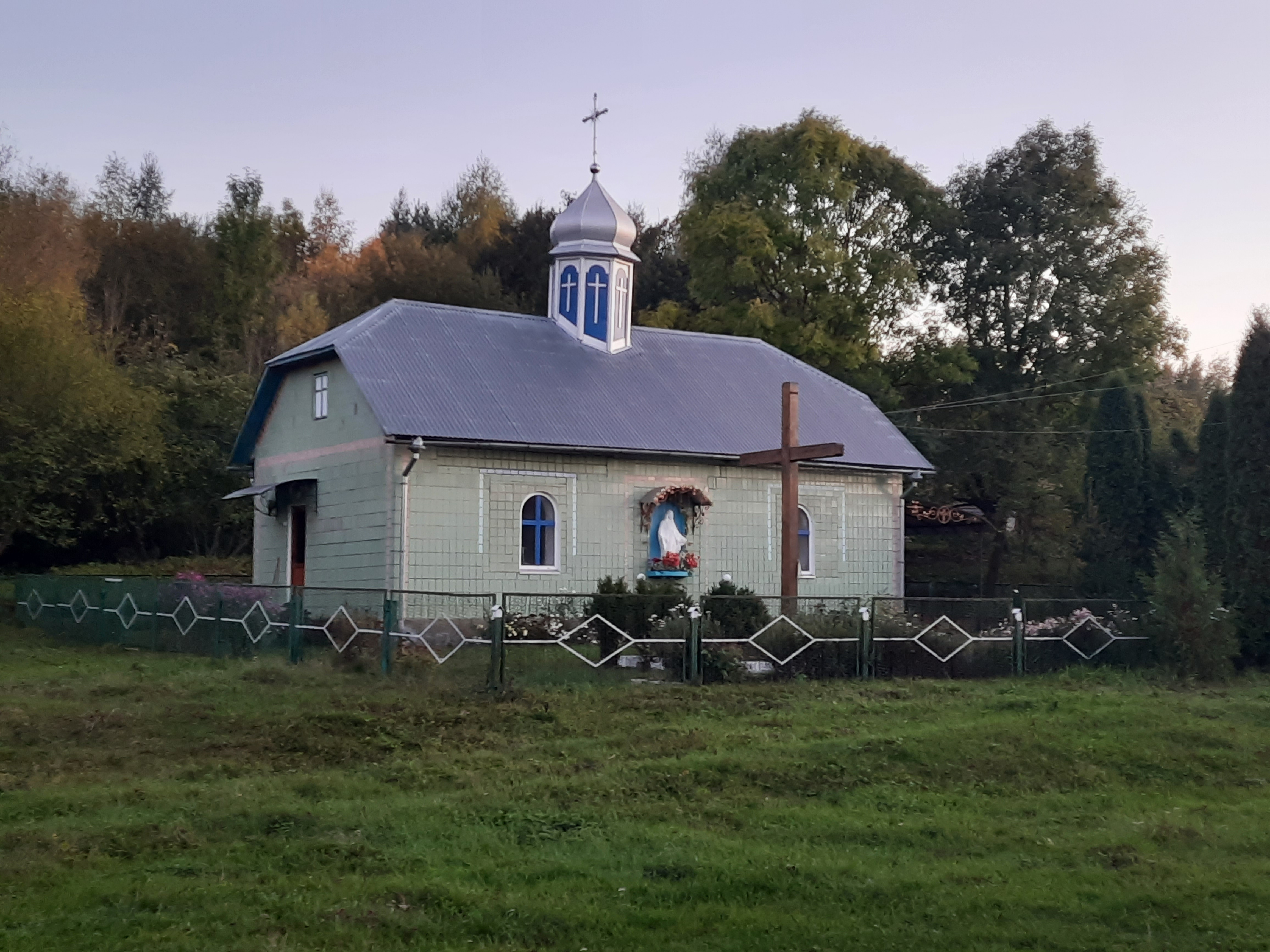
Церква Всіх Святих Українського Народу

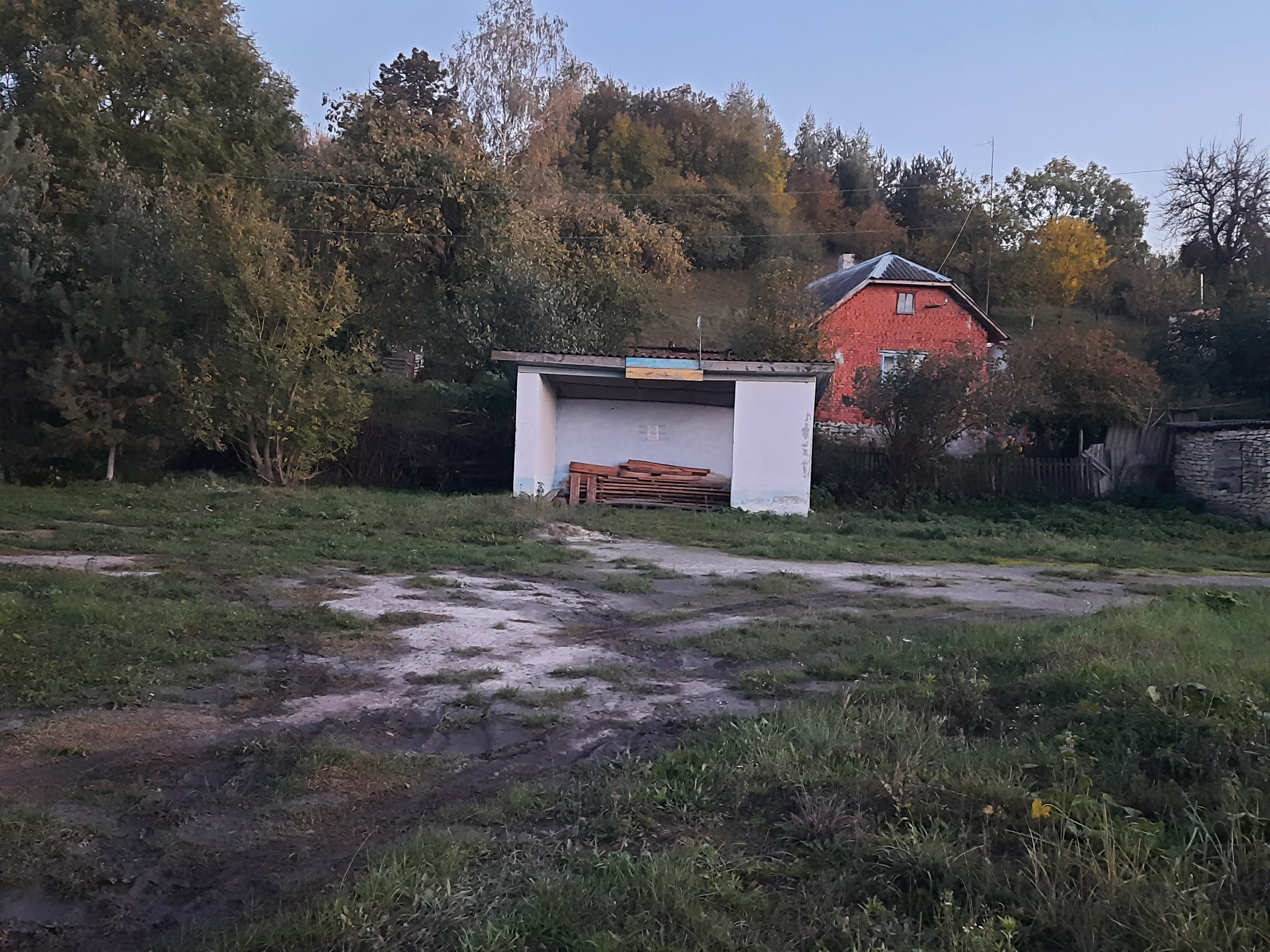
Автобусна зупинка

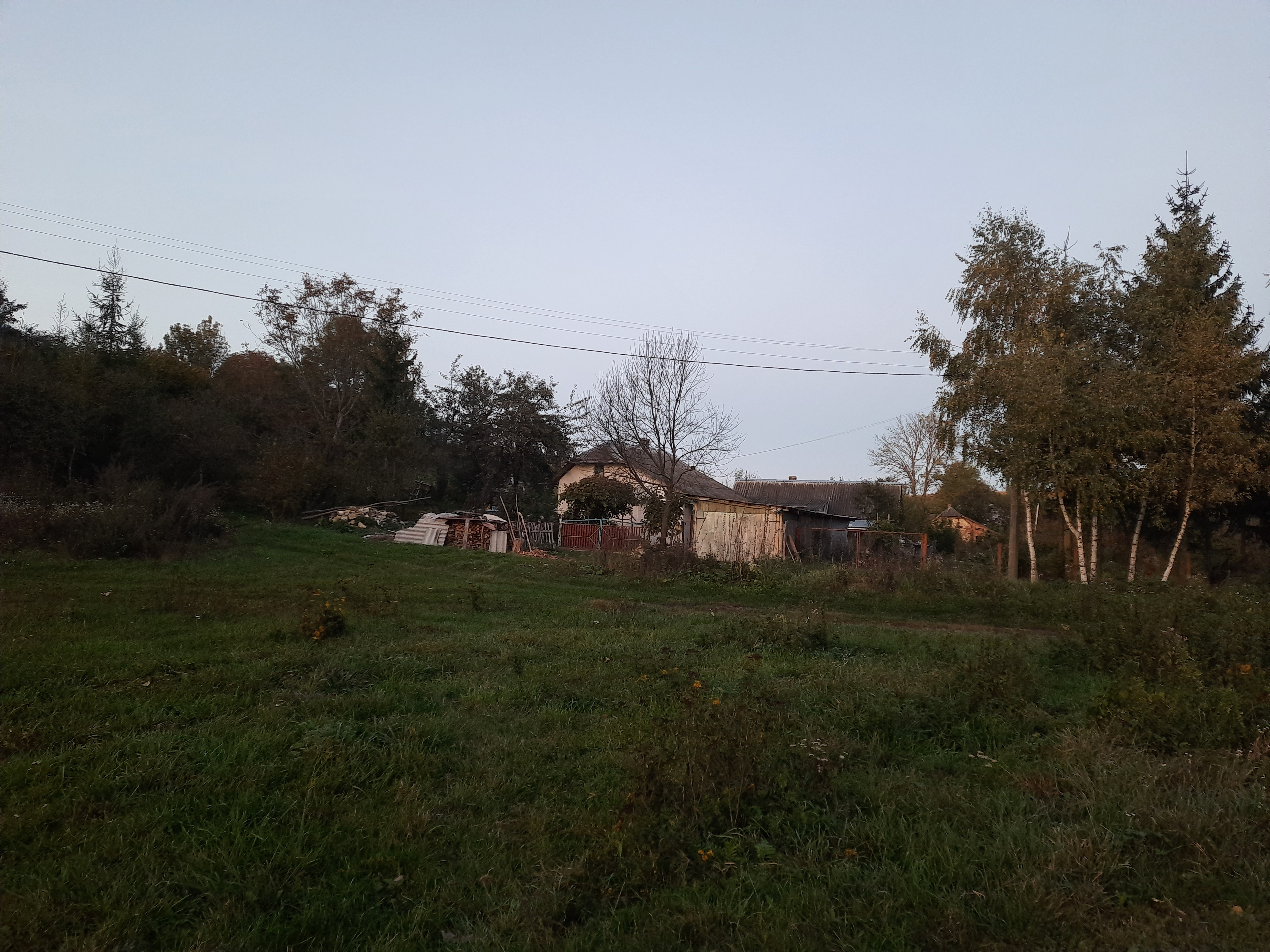
Сільський пейзаж

Се́ньків — село в Україні, в Козівській селищній громаді Тернопільського району Тернопільської області. Розташоване на заході району. До 2020 року — в адміністративному підпорядкованні Потіцької сільської ради. 
Населення — 45 осіб (2007).
Назва походить від імені пана, у володіннях якого знаходилось село.

## Клімат
Загальні риси клімату характеризуються річним ходом основних метеорологічних елементів (температура, опади). Середня температура у липні становить 18,1°С, січня — 4,9°С. Амплітуда річних коливань температури становить 23°С, що свідчить про помірну континентальність. Середні річні температури коливаються у межах 6,8 та 7,3°С в залежності від років.
В середньому за рік у селищі випадає від 648 до 655 мм опадів. Цей показник залежить від таких чинників як висота та форми рельєфу. Наприклад, навітряні схили, особливо західні, навіть незначних підвищень отримують більше опадів, ніж закриті долини і улоговини.
На території села можна чітко виділити  два періоди: теплий і холодний.
Теплий період характеризується температурами вище 0°С. Він починається приблизно з десятого березня і триває приблизно до двадцятого листопада (250—260 днів). Період із більш вищими температурами (в середньому 4-6 °С) становить від 200 до 210 днів. Припинення приморозків весною у середньому настає наприкінці квітня. Теплий період складається з весняного, літнього та осіннього [23].
Весна на території села починається у другій половині березня і закінчується в останній декаді травня. В березні підвищення температури відбувається досить повільно. У першій декаді квітня спостерігається перехід температури через відмітку у 5°С, а в його третій декаді — через 10°С. Разом з тим для квітня й травня характерні повернення холоду, що супроводжується морозами та приморозками.
Літній сезон обмежується датами весняного і літнього переходу температури через 15 °С і охоплює три календарні місяці: червень, липень і серпень. Близько 40 днів літнього сезону мають середню добову температуру повітря вище 20 °С. Абсолютний максимум в окремі роки в Сенькові становив до +33 — +37°С у червні та липні. У літній період випадає найбільша кількість опадів. Загальна їх сума за три місяці може досягати 40 — 50 % від річної норми. Опади мають переважно зливовий характер, що дуже добре простежується наприкінці червня та на початку липня. Посушливих днів влітку спостерігається дуже мало.
Холодний період. Осінь наступає в першій декаді вересня і закінчується наприкінці листопада. В осінній період нараховується приблизно 30 днів із середньою добовою температурою від +10 до +20°С. Найбільш ранні приморозки можливі у другій половині вересня. Протягом листопада простежується помітне зниження температури повітря.
Зима у селі коротка (103—108 днів) і м'яка. Середньомісячна температура коливається в межах: в грудні − 3,6, у січні − 8,2°С. Абсолютний мінімум у січні може опускатися до позначки у — 32 — 36°С. У середньому стійкий сніговий покрив утворюється у другій декаді грудня та лежить до середини березня, після чого повністю зникає.  Висота снігового покриву досягає максимуму в січні і становить 8—12 см, в окремих ділянках — до 30 см. Протягом холодного періоду в Сенькові спостерігається не більше 7—13 днів з хуртовиною, що істотно впливає на висоту снігового покриву.

## Поверхневі води
Через Сеньків протікає річка Ценівка. Також перша притока Коропця бере початок між селами Ясне та Сеньків, біля позначки висоти 395 м. Друга — біля села Геленків, на південь від позначки висоти 392 м. Далі ці притоки впадають у Козівський став, де від нього тече вже сама річка. Річка протікає з північного заходу через центральну частину села до південного сходу на село Йосипівка.

### Органічний світ та ґрунтовий покрив
Особливості географічного районування області у поєднанні з оригінальними фізико-географічними умовами зумовили особливості місця регіону в системі геоботанічного районування Європи. За офіційно прийнятими сьогодні геоботанічним районуванням України територія Сенькова має таке положення:

Область — Європейська широколистянолісова.
Провінція — Східноєвропейська.
Підпровінція — Західноукраїнська.
Округ — Тернопільський (Західноподільський).
Район — Тернопільський.
Степова рослинність у природному вигляді на території Козови не збереглася. Під впливом діяльності людини майже всі степи розорані. Нерозорані ділянки зазнали техногенних змін. Лиш де-не-де темніють окремими острівками ліси і рідко можна зустріти справжній степ.
Степове різнотрав'я представлене барвінком, тонконогом, пирієм, чебрецем, кропивою, конюшиною, молочаєм, ромашкою польовою, подорожниками, полином, волошкою, маками польовими, очеретом, комишем, барвінком, первоцвітом, пролісками, незабудками, нечуйвітром, вовчими ягодами, воронячим оком.
Серед дерев наявні: липа, береза, тополя, клен, бук, дуб, граб, осика, ялина, ялиця, явір, модрина, сосна, лісовий горіх, каштан, верба козяча, верба плакуча, яблуні, груші, вишні, черешні, обліпиха, горобина; серед кущів — шипшина, терен, гліб, калина.
Згідно із зоогеографічним поділом (Щербак, 1988), територія Козови знаходиться у межах Борельної Європейсько-Сибірської підобласті Європейсько-Західносибірської провінції Східноєвропейського округу, району мішаного лісу і лісостепу та переважно належить до ділянки Східноєвропейського листяного лісу й лісостепу Дністровсько-Дніпровської дільниці.
Тварини Сенькова є надзвичайно різноманітними за зовнішнім виглядом, внутрішньою будовою, способом життя, особливостями пристосування до навколишнього середовища. Тому виділяють ссавців, птахів, плазунів, комах. Найчисельнішими представниками тваринного світу є комахи. Насправді вони дуже маленькі і ми їх рідко помічаємо, проте це не означає, що їх немає. Вони представлені мурахами, комарами, колорадськими жуками, стрибунцями, осами, бджолами, джмелями, метеликами, гусеницями, косариками, шершнями, бабками. Серед плазунів поширені — гадюка звичайна, вужі, ящірки; серед земноводних — зелені жаби, ропухи, кумки, часничниця звичайна, тритони. Серед членистоногих — павуки, мокриці, стоніжки, сороконіжки скорпени. Ссавці представлені такими як заєць сірий, лисиця звичайна, кабани, козулі, дикі кози, ондатри, видри, куниці, кроти, тхори, горностаї, ласки, білки, польові миші, соні, бурозубки, їжаки; серед птахів — горобці, ластівки, яструби, дятли, ворони, синиці, сороки, солов'ї, вільшанки, мухоловки, плиски, снігурі, чижі, зяблики, шпаки, круки, лелека білий, сорокопуди, дрозди, корольки, сови, куріпки, перепілки, соколи та інші.
Розташування у Сенькові ставка і річки сприяє різноманіттю риб та рослин у водоймах і біля них. Найчисленніші, хоч і не помітні рослини у водоймах — водорості. Вони вкривають прибережну ділянку ставка, деякі з них досить густі. В окремих місцях ставка і річки спостерігається цвітіння водоростей, де утворюється густа зелена паста. У верхів'ї річки, де швидкість води невелика, утворюється ряска. Це квіткова рослина, яку поїдають водоплавні птахи. Значне поширення мають також комиш озерний, пухирник звичайний, стрілолист звичайний, рдесник пронизанолистий, частуха подорожникова, калюжиця. У північній частині ставка значне поширення має очерет, а у східній — верба плакуча.
Тварини водойм представлені не меншим різноманіттям. Серед риб поширені короп, карась, лящ, щука, судак, плітка, йорж, піскарі, окунь, товстолобик. Серед дрібніших тварин — раки, гіллястовусі рачки або водяні блохи, циклопи, жабурниця, ставковики, котушки, лужанки, жаби, ропухи. Серед птахів — крижень, лебеді, лиска, норці, кулики, сіра чапля, мартин звичайний, бугай, очеретянка чагарникова.
Серед тварин, які поширені в Козові, до Червоної книги України занесені такі тварини: соня садова, тхір степовий, шуліка рудий, сичик-горобець, горностай, видра річкова, жаба прудка, бабка, кошеніль польська, бражник мертва голова, хоботник джмелевидний, стягівка малинова, стягівка голуба, махаон, мнемозина, пістряка лето, переливниця велика.

## Історія
12 червня 2020 року, відповідно до розпорядження Кабінету Міністрів України № 724-р «Про визначення адміністративних центрів та затвердження територій територіальних громад Тернопільської області» увійшло до складу Козівської селищної громади.
19 липня 2020 року, в результаті адміністративно-територіальної реформи та ліквідації Козівського району, село увійшло до складу Тернопільського району.

## Релігія
- церква Всіх святих Українського народу (2014)[3].